# Lipa-Bagna
Lipa-Bagna – osada w Polsce położona w województwie wielkopolskim, w powiecie obornickim, w gminie Ryczywół. Miejscowość wchodzi w skład sołectwa Lipa.
W latach 1975–1998 miejscowość administracyjnie należała do województwa pilskiego.
Zobacz też: Lipa